# 橋口一成
橋口 一成（はしぐち かずなり、1959年 - ）は、日本のプロデューサー。

## 経歴
- 1959年生まれ。
- 1983年早稲田大学政治経済学部卒業後、大映株式会社入社。
- 2002年同社退社後、フリーに。
- 2008年株式会社ワンワークス設立、同社代表となる。

## 代表作
- 遥かなる甲子園
- 極道記者
- ハロー張りネズミ
- 大阪極道戦争しのいだれ
- キャンプで逢いましょう
- シャブ極道
- 棒たおし!
- スクール☆ウォーズ・HERO
- インストール
- 長い散歩
- 手紙
- カケラ
- チーム・バチスタの栄光
- 孤高のメス
- 白夜行
- くじけないで
- マザー
- 迷宮カフェ